# Astroturismo

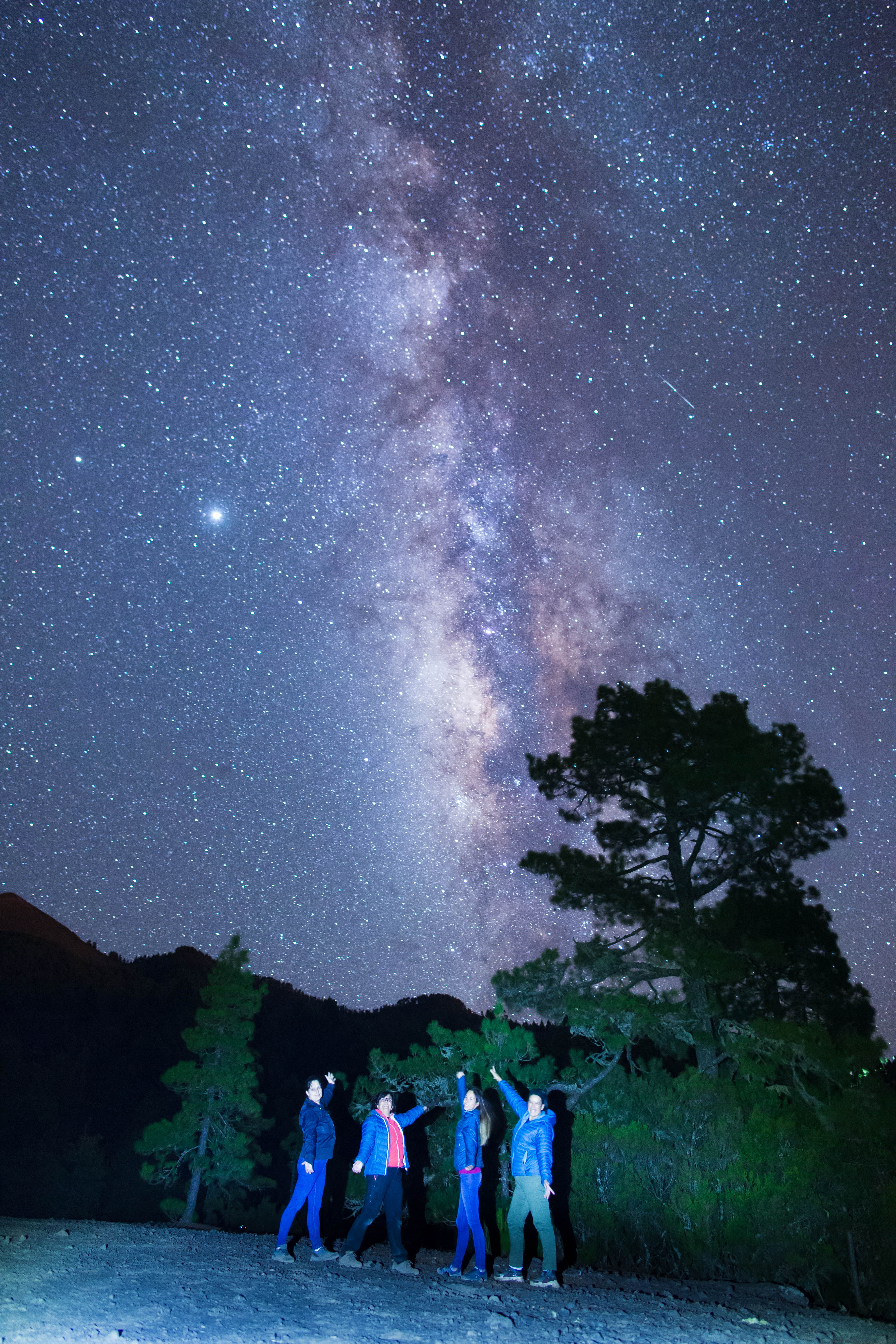
Astroturismo en La Palma

El astroturismo o turismo astronómico es un término reciente que cataloga una modalidad de turismo orientado a satisfacer los intereses de aquellas personas interesadas en la astronomía a nivel recreativo, cultural o científico. El astroturismo toma el cielo nocturno como recurso turístico para explotar una actividad hasta hace unos años reservada al ámbito científico.

## Evolución del concepto de astroturismo

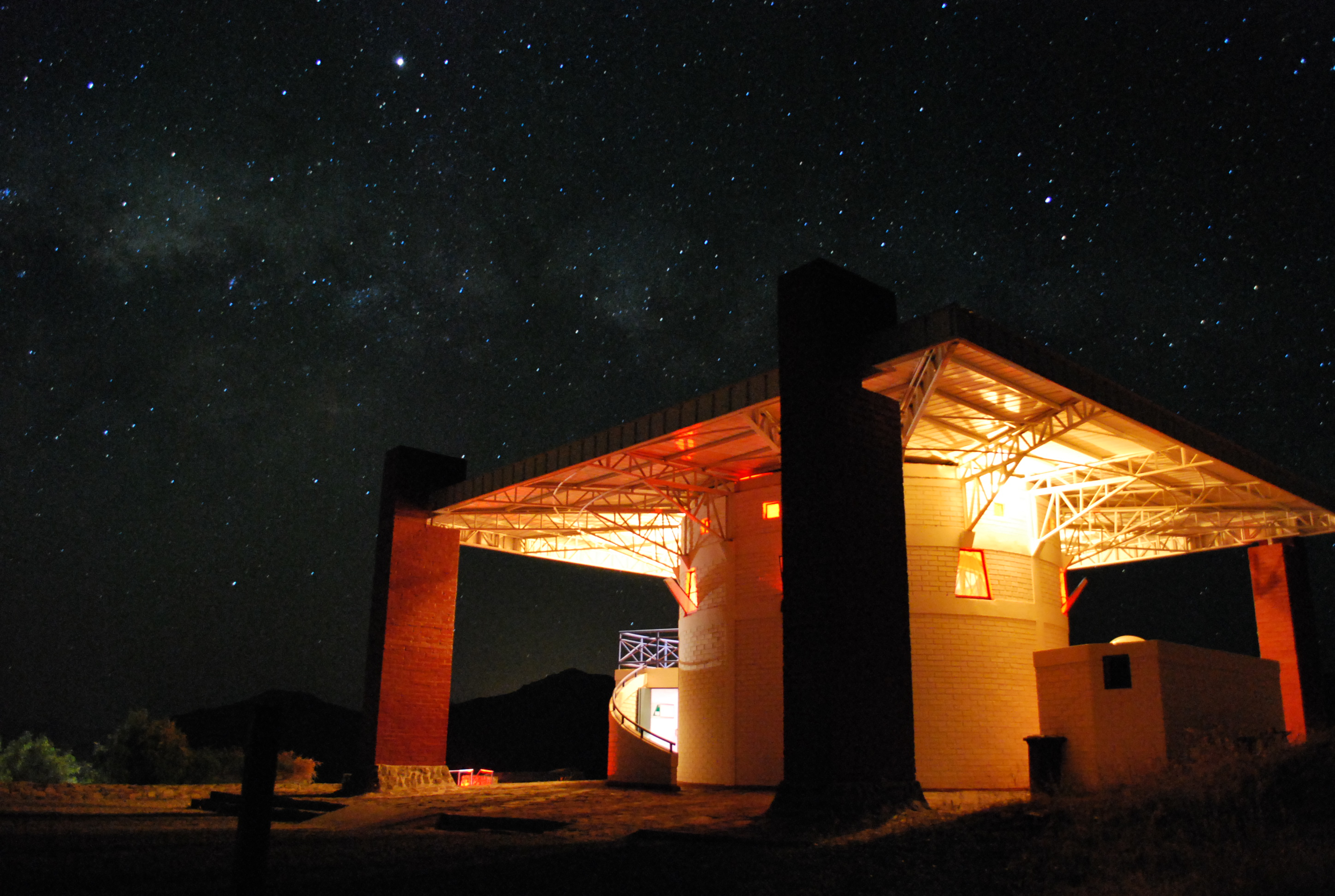
Mamalluca, Chile, observatorio creado especialmente para el astroturismo.

Desde que el desarrollo industrial comienza a llenar nuestros núcleos residenciales de luminarias, se hace necesario desplazarse hacia entornos naturales protegidos de la contaminación lumínica para poder observar el cielo celeste. Estos desplazamiento son el germen del astroturismo, aún sin un término específico para ello. Con el tiempo, y el avance tecnológico la contaminación lumínica de nuestros pueblos y ciudades ha sufrido un exponencial aumento, por lo que estos desplazamientos son cada vez mayores y a lugares más alejados.
El astroturismo como concepto comienza su andadura en torno a 2003 cuando la UNESCO pone en marcha un proyecto sobre el patrimonio astronómico mundial. Desde entonces, varias instituciones, entre las que destaca la Isla de la Palma (Islas Canarias, España) y Chile, comienzan a desarrollar el turismo astronómico como recurso.
Desde entonces el astroturismo ha crecido exponencialmente, tanto como término, como actividad económica. Actualmente no dispone en España de un marco legislativo y regulador, pero comienzan a eclosionar las empresas y profesionales dedicados al turismo de estrellas.
El astroturismo se asocia a la astronomía desde un punto de vista divulgativo, pero también con un componente científico y cultural. Abarca desde la observación del cielo nocturno hasta las visitas a enclaves astronómicos relevantes, museos tematizados o rutas guiadas. El astroturismo aprovecha los recursos naturales, culturales y científicos para crear un maco de experiencias para el público general. Se combina con facilidad con otras modalidades de turismo, como el turismo activo, el ecoturismo, enoturismo etc.
El astroturismo ha contribuido a la divulgación científica de la astronomía como ciencia y a la difusión cultural, natural y turística de los lugares en donde se desarrolla la actividad. Se ha convertido en un instrumento de desarrollo en zonas rurales, especialmente las más despobladas y vírgenes, donde el cielo nocturno se plantea como recurso económico aportando valor añadido a las pocas zonas que quedan libres de o con escasa contaminación lumínica.

## Características
El astroturismo conjuga un conjunto de actividades relacionadas con la astronomía. Estas actividades se centran en la divulgación de la astronomía y utiliza los cielos nocturnos como recurso natural. El abanico de experiencias abarcan los viajes y excursiones que pueden involucrar visitas a observatorios astronómicos, planetarios, museos o estructuras orientados a la astronomía, tales visitas pueden o no incluir servicio de guías astronómicos.
El astroturismo se desarrolla principalmente en lugares sin contaminación lumínica producida por las ciudades y zonas habitadas, por esta razón es considerado un tipo de turismo sostenible con el medio ambiente.
Los destinos turísticos con paisajes de cielos de noches oscuras y libres de contaminación por luz artificial son especialmente apreciados como el recurso principal para el desarrollo de esta actividad turística.
Las personas se reúnen normalmente en grupos que viajan con el fin de observar eventos astronómicos particulares tales como eclipses lunares, eclipses solares, lluvias de estrellas, el paso de cometas, entre otros. Esta observación puede ser hecha con dispositivos ópticos como telescopios o binoculares o a ojo desnudo Para este efecto se han implementado observatorios fijos con fines turísticos o se generan excursiones especiales a espacios naturales abiertos donde se ocupan telescopios móviles.
Quienes viajan, lo hacen en forma deliberada con el fin de participar en actividades turísticas relacionadas con la astronomía, son los llamados astroturistas, incluyen a científicos, astrónomos profesionales y aficionados y público en general. Puede tratarse de turistas nacionales o internacionales que al menos pernocten una noche.

## Orígenes

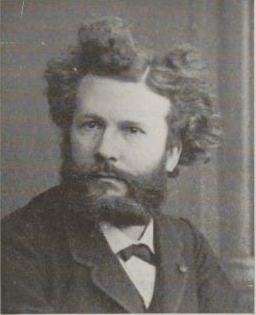
Camille Flammarion, astrónomo francés.

Se considera que el concepto de astroturismo es relativamente moderno aunque la astronomía, la ciencia en la que basa dicha actividad, está considerada como una de las ciencias más antiguas que existen.
Se considera que el astroturismo nace junto a la astronomía amateur, que es una actividad que practican las personas como un hobby o solo por placer, consistente en actividades muy similares a la que realizan los astroturistas.
Es así que el astrónomo francés Camille Flammarion fue quien popularizó la astronomía tras la publicación de su libro Astronomie Populaire (Astronomía popular): además fundó un observatorio astronómico en Juvisy-sur-Orge, y en 1887 también creó la Sociedad Astronómica Francesa.
Otro paso importante fue la creación del primer planetario en el año 1923 por Walther Bauersfeld y fabricado por la empresa Carl Zeiss en Jena, Alemania y que abrió sus puertas en 1926 y pronto se abrieron otros dos en la misma ciudad.
Poco tiempo después de la aparición nuevos planetarios en Europa comienzan a extenderse. Una nueva ola de creación de planetarios se genera tras la Segunda Guerra Mundial. A lo anterior se suma la creación de sociedades de aficionados a la astronomía comienzan a desarrollarse.
La llegada del hombre a la luna en julio de 1969, tuvo un impacto mediático de 600 millones de telespectadores, la quinta parte de la población mundial. Marcó un antes y un después en la divulgación de la carrera espacial y la astronomía.
Otro aspecto importante en el desarrollo de audiencias ha sido el impacto de internet en la divulgación científica de la astronomía, especialmente la difusión de imágenes espaciales como la NASA y la Agencia Espacial Europea. Un aspecto importante es la campaña que tuvo lugar en julio de 1994 con el impacto del cometa Shoemaker-Levy con Júpiter, nunca un acontecimiento astronómico había sido divulgado de forma tan rápida y eficaz.

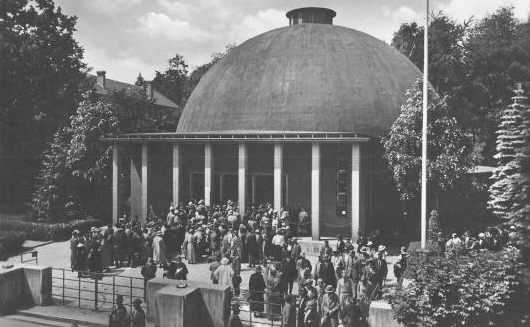
Planetario Carl Zeiss en Jena, Alemania.

Finalmente, tras la constante degradación de la calidad de los cielos producto de la contaminación lumínica, comienza a ponerse en valor los lugares más adecuados para la observación astronómica y el surgimiento de normativas para su protección que llevan a la creación de la Declaración en defensa del cielo nocturno y el derecho a observar las estrellas en abril de 2007.
Este hecho marca la puesta en valor de alternativas turísticas en territorios de interior, especialmente desérticos para aprovechar esta condición y sustentar actividades económicas alternativas y sustentables. Surge de esta manera la creación de observatorios astronómicos especialmente habilitados para la atención de visitantes.
La Isla de La Palma fue el primer destino de astroturismo del mundo. Un plan de Reposicionamiento de la Isla realizado por LEO Partners en 2004 descubrió el potencial del astroturismo como recurso y producto turístico e identificó una corriente turística hasta entonces no contemplada ni gestionada profesionalmente por los operadores turísticos. El éxito del plan dio lugar a una reorientación hacia una tematización de la isla y una transformación radical del negocio turístico. Para ello, fue clave obtener el reconocimiento de los cielos de la isla como Reserva de la Biosfera UNESCO y su posterior certificación, la primera en el mundo, como Destino Starlight.

## Amenazas para el astroturismo

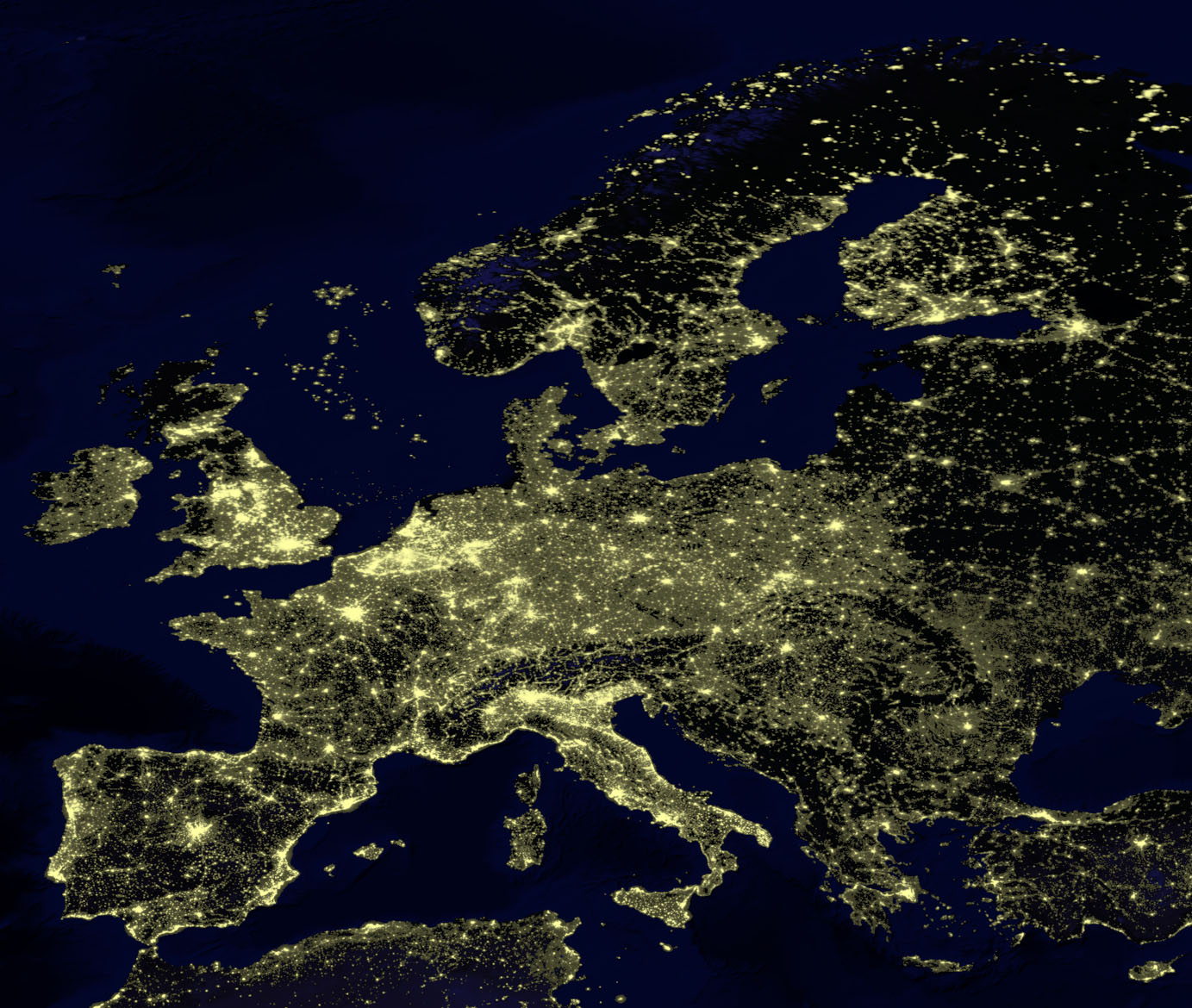
La contaminación lumínica en Europa es una de las amenazas para el astroturismo.

Una de las amenazas a las que se enfrenta actualmente el desarrollo del astroturismo como actividad es la de cómo encontrar cielos lo bastante oscuros para que sea posible contemplar las estrellas y otros astros. Esto ha llevado a revalorizar el concepto de parques astronómicos tanto en Europa como en Estados Unidos bajo el concepto de la “reserva de cielo estrellado”, un sistema de certificación desarrollado el año 2007. Sin embargo, agencias de viajes y tour operadores especializados en astroturismo están poniendo cada vez más interés sobre territorios despoblados que quedan lejos de la contaminación de luz artificial generada por las ciudades, las carreteras y los proyectos de explotación minera. Existe un mayor interés en zonas de desierto, tales como Atacama, Botsuana, Namibia e Irán donde la contaminación por luz artificial es muy baja o nula. De esta manera, las noches oscuras o noches negras se han constituido en un argumento de venta.
Uno de los temas principales abordados en la Feria de Turismo de Berlín del año 2007 fue justamente la amenaza de la contaminación lumínica sobre el astroturismo, considerado una actividad valiosa pero amenazada.
En Europa, España encabeza los países con mayor contaminación lumínica y es el segundo país en términos absolutos: desde finales de los años 90 no existe ninguna zona en todo el territorio español desprovista de luz artificial, siendo Madrid la capital europea más brillante en cuanto a contaminación lumínica. Por su parte Francia comenzó a aplicar medidas para apagar las luces de escaparates desde las ciudades.
En febrero de 2019, nace en Europa el proyecto “Night Light” para evitar la contaminación nocturna. Fue así como los Países Bajos, Hungría, España, Luxemburgo, Dinamarca, Eslovenia e Italia se unieron en esta iniciativa que busca revertir los daños que genera la contaminación lumínica en Europa y proteger los escasos espacios que presentan cielos nocturnos naturalmente oscuros.
Los cielos nocturnos se encuentran protegidos por la UNESCO en la Declaración de los Derechos de las Generaciones Futuras desde 1994.

## Lugares donde existe oferta en torno al astroturismo

### Los mejores lugares para observar estrellas son
- Argentina

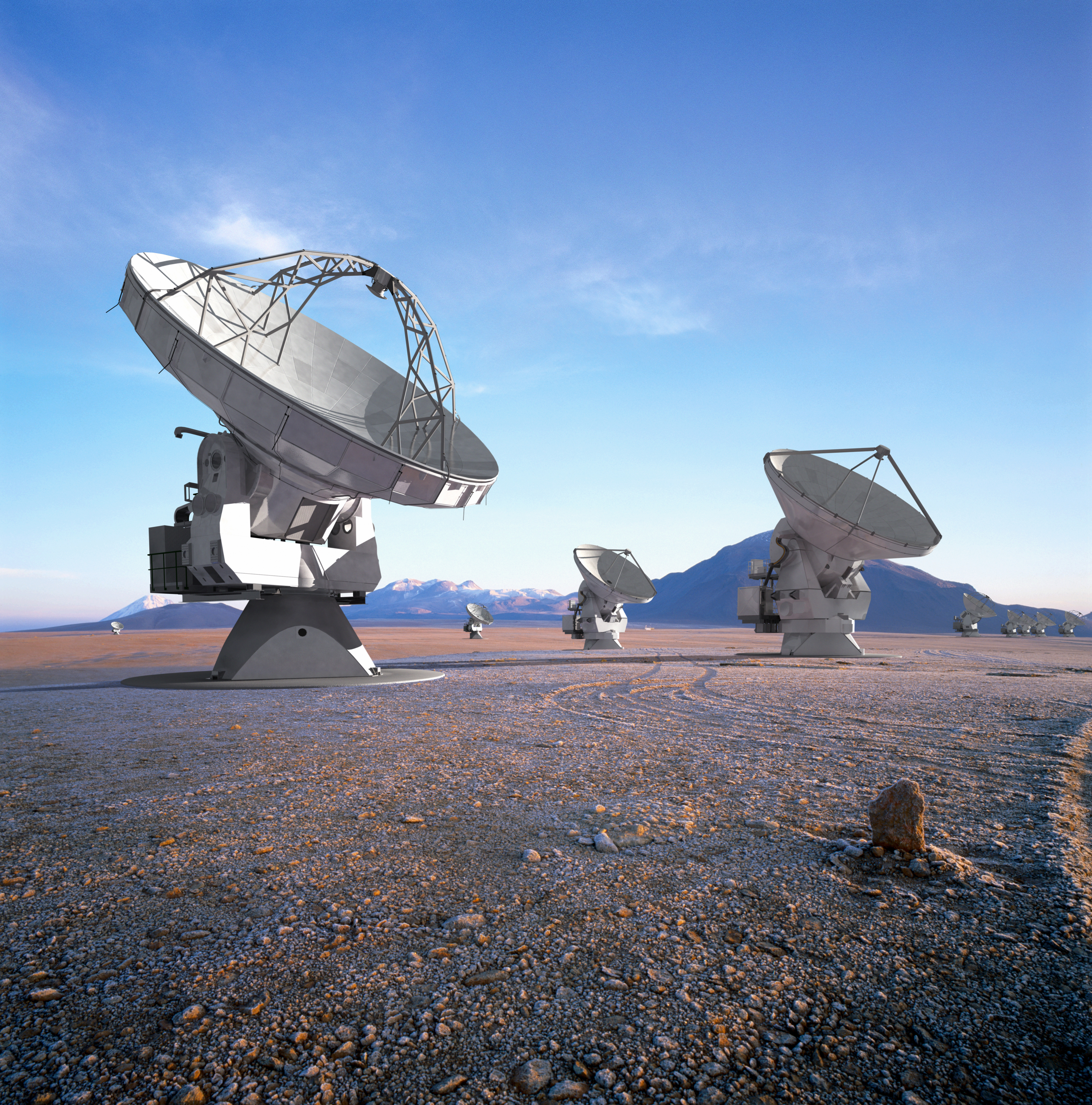
Radiotelescopio ALMA en Atacama, Chile.

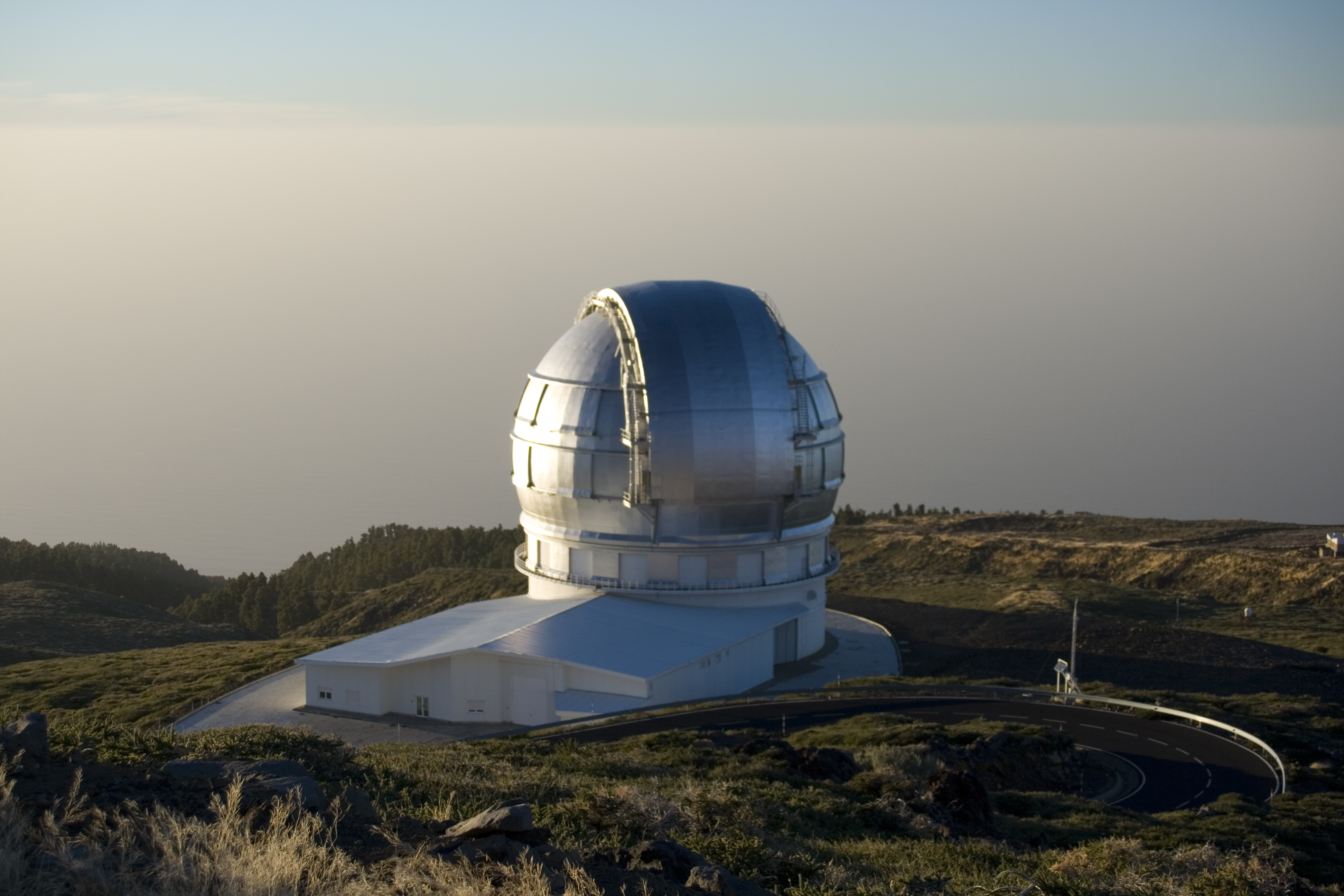
Gran Telescopio de Canarias.

En Argentina existe actualmente poca oferta de servicios especializados en astroturismo. Sin embargo, algunas localidades están apostando parta desarrollar esta actividad, tales como el Observatorio Félix Aguilar y el Complejo Astronómico El Leoncito, levantados en 1960 y 1983 con fines científicos, ubicados al interior del Parque nacional El Leoncito, en la Provincia de San Juan donde se están apoyando algunas iniciativas. Adicionalmente, existe oferta turística en torno al Observatorio Astronómico Ampimpa, en Amaicha del Valle en la Provincia de Tucumán, y al Observatorio Pierre Auger y el Planetario Malargüe ubicados en Pampa Amarilla, en la Provincia de Mendoza.
- Australia

En Australia Occidental se encuentran las localidades de: Carnamah, Perenjori, Three Springs, Morawa, Wongan Hills, Mullewa, Cervantes y Mingenew. Otros lugares de interés son el Parque nacional Warrumbungle esta certificado como un parque de cielos oscuros y el Observatorio de Sídney, de 1858, parte del patrimonio astronómico en Australia, ambos en Nueva Gales del Sur, el “Charleville Cosmos Centre, en Charleville en Queensland y el santuario de vida natural Arkaroola algo retirado de Adelaida.
- Colombia

En Bogotá se encuentra el Observatorio Astronómico Nacional, un patrimonio que data de 1803 y que organiza actividades con aficionados a la astronomía al igual que el Observatorio de la Universidad de Los Andes y el Planetario de Medellín. Junto a lo anterior, el Desierto de la Tatacoa, donde se encuentra el Observatorio Astronómico Astrosur y el Observatorio Municipal, ambos orientados al astroturismo.
- Chile

Chile cuenta actualmente con la mayor concentración de observatorios astronómicos científicos, actualmente concentra el 40 % de la capacidad de observación de cielos, pero gracias a los nuevos proyectos internacionales, el año 2025 tendrá el 70 % de la capacidad mundial. Lo que constituye un indicador de la calidad de sus cielos.
Gracias a una política orientada a la protección de sus cielos, el desarrollo del astroturismo como actividad económica, ha permitido ser considerada como una especialidad de turismo en Chile. Las condiciones climáticas y de altitud permiten más de 300 noches de cielo despejado en el año. Actualmente, Chile es un referente en materia de astroturismo en América Latina.
Los principales polos de astroturismo en Chile se encuentran asociados al gran desierto de Atacama, tales como, Antofagasta, Taltal, San Pedro de Atacama, Inca de Oro, Copiapó, Valle del Huasco, especialmente el Valle de Elqui y el Valle del Limarí que concentran la mayor parte de la oferta de astroturismo en este país.
En los últimos años se ha desarrollado oferta de astroturismo en Santiago de Chile, en el Valle de Aconcagua, en Santa Cruz, San Vicente de Tagua Tagua y en Casablanca, estos últimos con una interesante oferta asociada a las rutas del vino y vinos especializados en temas astronómicos. Finalmente, la oferta más al sur de astroturismo se encuentra junto al Lago Lanalhue.
- Brasil

Los mejores lugares para observación astronómica en Brasil son la Chapada de los Veadeiros, Nova Friburgo y Teresópolis. Además, la Sierra de la Mantiqueira y el Observatorio Pico dos Días, del Laboratorio Nacional de Astrofísica en Brasópolis, Minas Gerais
- España

Desde 2004, el desarrollo del astroturismo en España ha sido exponencial. La Isla de La Palma, en Canarias, donde se encuentran el Observatorio del Roque de los Muchachos y el Gran Telescopio Canarias, fue precursora del astroturismo en el país. Se trata de un lugar privilegiado para el turismo astronómico donde, en 2007, se celebró el “Starlight a common Heritage” y se estableció la “Declaración de La Palma en Defensa del Cielo Nocturno y el derecho a observar las Estrellas”. En este marco y con apoyo de la ONU y la Organización Mundial del Turismo a través de la Fundación Starlight creo la certificación Starlight, la cual acredita aquellos espacios que poseen una  excelente calidad de cielo y que representan un ejemplo de protección y conservación.
En la península ibérica encontramos una amplia variedad de destinos astronómicos, entre los que hay observatorios, alojamientos y experiencias organizadas por empresas de astroturismo. Entre los observatorios más destacados a nivel divulgativo encontramos el Observatorio astronómico de la Hita en Toledo, que combina la actividad científica y divulgativa. Algunos enclaves relacionados con el astroturismo son: el Centro Astronómico de Tiedra, Cielo y Tiedra, en la provincia de Valladolid, el Centro de Interpretación del Cielo (CIC) en Gorafe, el Jardín Botánico de Santa Catalina, en la localidad de Iruña de Oca, el Observatorio de Calar Alto en Almería, el Parque nacional de Monfragüe en Cáceres, el complejo de astro-turismo Encinas y Estrellas, en Higuera la Real en Badajoz, la Sierra Morena en Andalucía, la ruta Camino de Las Estrellas en Galicia, ruta astronómica de Santa Ana la Real y el Centro de Interpretación de las Astronomía de Villanueva de los Castillejos en Huelva.
- Estados Unidos

En Estados Unidos se creó la organización de protección de cielos en 1988, ya cuenta con más de 42 parques de cielos oscuros certificados, en lugares como Utah, Arizona, California, Nevada y Nuevo México. Uno de los lugares más visitado por astroturismo es el Joshua Tree National Park. El principal destino de astroturismo en los Estados Unidos es Mauna Kea, en la Isla de Hawái Otro lugar, aunque más vinculado al turismo espacial, es Cabo Cañaveral en Florida que posee parques temáticos orientados al espacio y la exploración.
- Jordania

El desierto de Uadi Rum en Jordania, también conocido como Valle de La Luna, ha sido escenario de varias películas de ciencia ficción como “Misión a Marte”, “Planeta Rojo”, “Rogue One: una historia de Star Wars” y Prometheus, hoy atrae a muchos turistas por astrofotografía.
- Marruecos

El poblado de Merzouga al sureste de Marruecos, junto al famoso desierto de Erg Chebbi y sus dunas donde se ofrecen excursiones en dromedario, 4x4 y senderismo.
- México

En el estado de Puebla, se encuentra el volcán Sierra Negra, donde esta el Gran Telescopio Milimétrico (GMT) el más grande en su clase y otro lugar destacado es el Parque nacional Sierra de San Pedro Mártir, ubicado en Baja California considerado uno de los mejores lugares de observación astronómica del hemisferio norte es.
- Portugal

Uno de los puntos más destacados de Portugal es el área de Alqueva, al sureste de Portugal conocida por su certificación de cielos oscuros y que cubre cerca de tres mil kilómetros cuadrados que incluye a pequeñas ciudades como Alandroal, Portel, Mourão, Moura, Reguengos de Monsaraz y Barrancos.
- Nueva Zelanda

El Parque nacional de Rakiura, que en maorí significa “cielo brillante”, se encuentra ubicado en la isla Stewart al extremo sur de ese país. Y también en la playa de Castlepoint, en la región de Wairarapa, en la Isla Norte, es considerada un área propicia para la observación de estrellas.

### Los mejores lugares para observar equinoccios y solsticios son
- Inglaterra

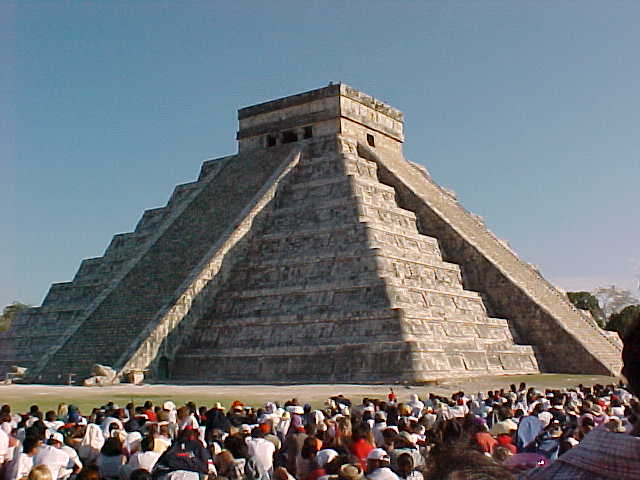
Equinoccio en Chichen Itzá.

Uno de los lugares favoritos para reunirse en Europa a esperar el solsticio de invierno es Stonehenge, famosos monumento de piedra que forma parte de una serie de sitios arqueológicos de forma circular.
- Irlanda

El lugar más enigmático en Irlanda relacionada especialmente a los solsticios es el túmulo de Newgrange, que tiene alrededor de cinco mil años de antigüedad, ubicado al noreste de Irlanda. Solo un día en el año el sol de invierno ingresa por una galería hasta la sala principal al interior del túmulo para iluminar una pared con arte rupestre.
- México

Uno de los lugares destacados es Wirikuta ubicado en estado de San Luis de Potosí, está considerado un lugar sagrado de la cosmovisión del pueblo huichol; También destaca Xochicalco, un sitio arqueológico en el estado de Morelos, que en tiempos prehispánicos fue en centro de observación de cuerpos celestes. Otro sitio es Chichén Itzá donde se espera el equinoccio para ver descender la serpiente emplumada.
- Perú

Uno de los espectáculos culturales asociados a ruinas arqueológicas tiene lugar durante los solsticios en Machu Picchu, cada 21 de junio con el solsticio de invierno, también llamado Inti Raymi en quechua y el 22 de diciembre con el solsticio de verano o Cápac Raymi.

### Los mejores lugares para observarauroras borealesson
- Alaska

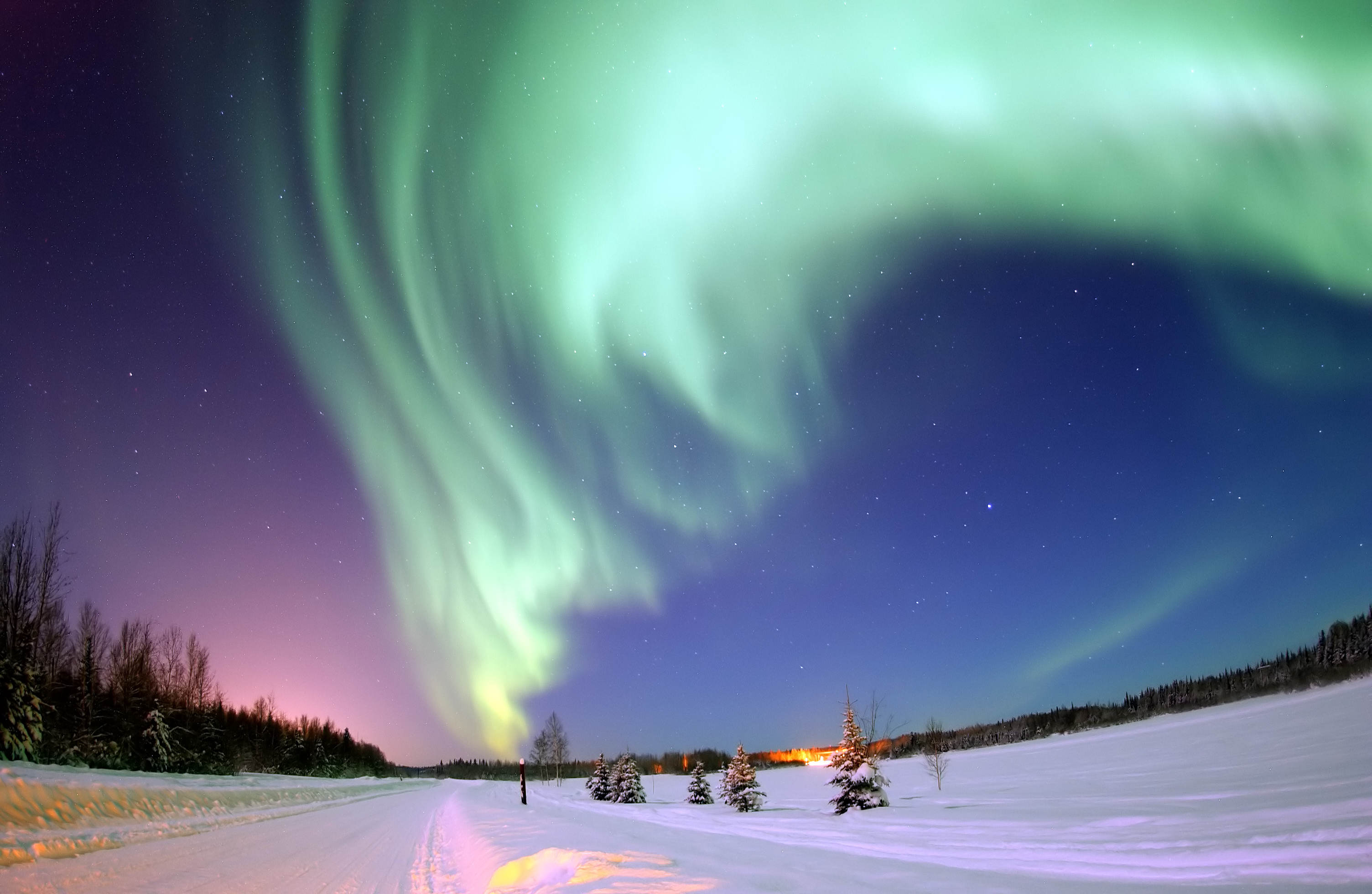
Aurora Boreal en Alaska.

En Fairbanks, una pequeña ciudad en el centro de la región existen servicios y excursiones para observar auroras boreales durante la temporada.
- Canadá

Es un país con muchos lugares aptos para observar auroras boreales, sin embargo, el favorito es Manitoba en la bahía de Hudson, dado que también pueden observarse osos polares, especialmente en el pequeño poblado de Churchill.
- Islandia

En Thingvellir un parque nacional en Islandia es considerado el mejor lugar para observación de auroras boreales.
- Noruega

La ciudad de Tromsø, conocida como el “París del Norte”, permite contemplar el espectáculo de auroras boreales y además se ofrecen charlas de astronomía en una visita al planetario Northern Lights entre septiembre y marzo.
- Suecia

Kiruna, se encuentra ubicado en el extremo norte de Suecia. Un lugar muy conocido por su hotel de hielo y por las auroras boreales.
- Finlandia

Rovaniemi en Finlandia, es la ciudad más septentrional donde además del famoso parque temático de invierno Santa Claus Village y el hotel ártico de nieve. En Rovaniemi se realizan tours fotográficos para captar las auroras boreales.
- Rusia

En Múrmansk una ciudad ubicada en la parte norte de Siberia, en la península de Kola, es el mayor puerto de Rusia en el Ártico. Las auroras boreales se pueden ver 200 días al año. La temporada de auroras va desde agosto hasta abril, siendo los meses de septiembre a octubre y de febrero a marzo, los mejores para observar auroras boreales desde este puerto.